# Mineral County (Nevada)
Mineral County ist ein County im Bundesstaat Nevada der Vereinigten Staaten. Der Verwaltungssitz (County Seat) ist Hawthorne.

## Geographie
Das County hat eine Fläche von 9876 Quadratkilometern, wovon 146 Quadratkilometer Wasserfläche sind. Es grenzt im Uhrzeigersinn an folgende Countys: Lyon County, Churchill County, Nye County, Esmeralda County und Mono County (Kalifornien).

## Geschichte
Mineral County wurde 1911 aus dem nordwestlichen Teil von Esmeralda County gegründet. Das County leitet seinen Namen von seiner natürlichen Bodenbeschaffenheit ab, die stark mineralisiert ist.
Vier Bauwerke und Stätten des Countys sind im National Register of Historic Places eingetragen (Stand 14. Februar 2018).

## Demografische Daten

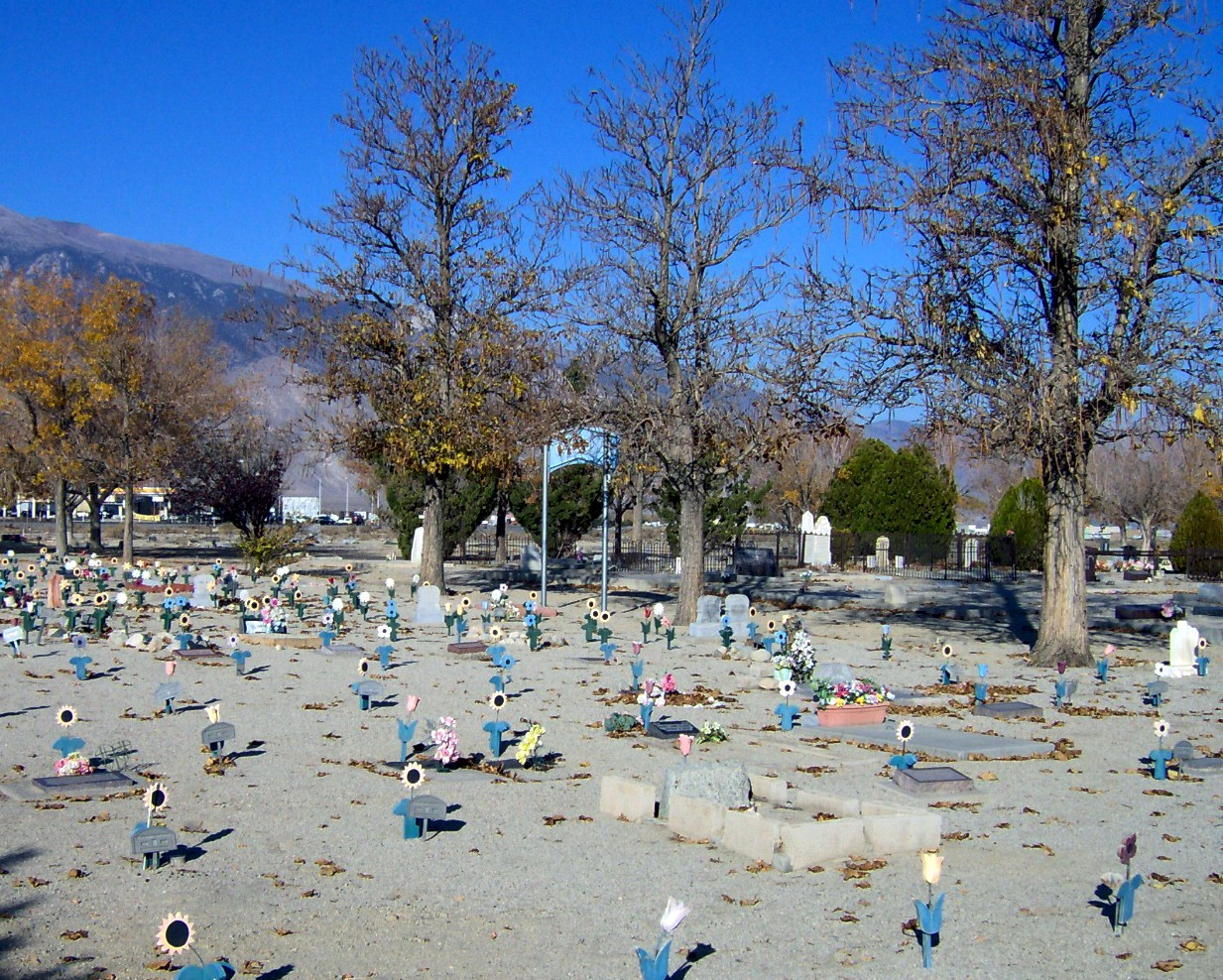
Grabsteine auf dem Hawthorne Cemetery

Nach der Volkszählung im Jahr 2000 lebten im County 5071 Menschen. Es gab 2197 Haushalte und 1379 Familien. Die Bevölkerungsdichte betrug 1 Einwohner pro Quadratkilometer. Ethnisch betrachtet setzte sich die Bevölkerung zusammen aus 73,89 % Weißen, 4,77 % Afroamerikanern, 15,36 % amerikanischen Ureinwohnern, 0,81 % Asiaten, 0,10 % Bewohnern aus dem pazifischen Inselraum und 2,68 % aus anderen ethnischen Gruppen; 2,39 % stammten von zwei oder mehr ethnischen Gruppen ab. 8,44 % Prozent der Bevölkerung waren spanischer oder lateinamerikanischer Abstammung.
Von den 2197 Haushalten hatten 25,40 % Kinder und Jugendliche unter 18 Jahre, die bei ihnen lebten. 45,20 % waren verheiratete, zusammenlebende Paare, 11,50 % waren allein erziehende Mütter. 37,20 % waren keine Familien. 31,60 % waren Singlehaushalte und in 15,10 % lebten Menschen im Alter von 65 Jahren oder darüber. Die Durchschnittshaushaltsgröße betrug 2,26 und die durchschnittliche Familiengröße lag bei 2,78 Personen.
Auf das gesamte County bezogen setzte sich die Bevölkerung zusammen aus 24,40 % Einwohnern unter 18 Jahren, 6,20 % zwischen 18 und 24 Jahren, 22,50 % zwischen 25 und 44 Jahren, 27,10 % zwischen 45 und 64 Jahren und 19,80 % waren 65 Jahre alt oder darüber. Das Durchschnittsalter betrug 43 Jahre. Auf 100 weibliche Personen kamen 101,60 männliche Personen, auf 100 Frauen im Alter ab 18 Jahren kamen statistisch 98,30 Männer.
Das jährliche Durchschnittseinkommen eines Haushalts betrug 32.891 USD, das Durchschnittseinkommen der Familien betrug 39.477 USD. Männer hatten ein Durchschnittseinkommen von 31.929 USD, Frauen 25.262 USD. Das Prokopfeinkommen betrug 16.952 USD. 15,20 % der Bevölkerung und 11,00 % der Familien lebten unterhalb der Armutsgrenze. 17,70 % davon waren unter 18 Jahre und 10,70 % waren 65 Jahre oder älter.

## Orte im County
- Babbitt
- Basalt
- Del Monte
- Fletcher
- Hawthorne
- Kinkaid
- Luning
- Marietta
- Midway
- Mina
- Mount Montgomery
- Rawhide
- Schurz
- Sodaville
- Thorne
- Tonopah Junction

## Prostitution
Das County ist eines der 10 Countys Nevadas, in denen Prostitution und die Errichtung von Bordellen zulässig ist.